# Малишево
Малишево (алб. Malishevë или Malisheva; серб. Малишево) — небольшой город в Косове, центр сельскохозяйственного района. Населен по преимуществу албанцами, был одной из главных баз Армии освобождения Косова.

## Административная принадлежность
| Сербская позиция                                                                         | Албанская позиция                                               |
| ---------------------------------------------------------------------------------------- | --------------------------------------------------------------- |
| входит в Призренский округ (Сербия) автономного края Косово и Метохия, в общину Ораховац | входит в Призренский округ Республики Косово, в общину Малишево |

## Известные уроженцы
- Неджмие Пагаруша (1933—2020) — косовская албанская певица.